# Козак Роман Юхимович
Рома́н Юхи́мович Коза́к (нар. 29 червня 1957, Вінниця — пом. 27 травня 2010, Москва) — російський театральний режисер і педагог, художній керівник Московського драматичного театру імені Пушкіна. Заслужений артист РФ, професор.

## Життєпис
Козак народився в 1957 році у Вінниці в родині будівельного інженера Юхима Ісаковича і економіста Олександри Абрамівни. Закінчив курс Олега Єфремова у Школі-студії МХАТ, у 1983 році був прийнятий в трупу театру і почав викладати. Ставив спектаклі у МХАТі імені Чехова, Театрі Станіславського, а також за кордоном — у Бельгії, Великій Британії, Німеччини, Латвії, Польщі, Швеції, Швейцарії. Керувати Театром імені Пушкіна почав в 2001 році.
Серед найвідоміших його спектаклів — «Чінзано» за п'єсою Людмили Петрушевської, «Єлизавета Бам на ялинці у Іванових» за п'єсами Хармса і Введенського. Ставив Шекспіра, Гоголя, Булгакова, Стріндберга, Шоу. Одна з останніх робіт Козака — «Скажені гроші» Островського.
Дружина — хореограф та режисер Сігалова Алла Михайлівна. Діти — Анна (1982), Михайло (1994).